# Elin Forkelid
Elin Forkelid, född Elin Larsson 5 november 1984, är en svensk jazzsaxofonist. Hon började spela saxofon vid 14 års ålder och är utbildad vid Kungliga Musikhögskolan i Stockholm. 2009 släppte hon sitt debutalbum Live and Alive med sin kvintett ELG (Elin Larsson Group).
Hon har mottagit flera erkända priser för sitt artistskap, som Jazzkatten i kategorin Årets nykomling 2010 och Lars Gullin-priset 2013.
I sitt skapande har hon inspirerats bland annat av den amerikanske jazzsaxofonisten John Coltrane , som hon också spelat in ett album med tolkningar av. 

## Priser och utmärkelser
- 2009 – Baticgruppens jazzstipendium[4]
- 2010 – Jazzkatten som "Årets nykomling"
- 2011 – Jazzkatten som "Årets grupp" (ELG) [5]
- 2013  – Lars Gullin-priset
- 2019  – Jazzkannan [6]

## Diskografi

### Studioalbum

#### Med ELG
- 2009 – Live and Alive
- 2011 – Let You In (Playing with Music)
- 2013 – Growing Up (Playing with Music)

#### Under namnet Elin Forkelid
- 2020 – Elin Forkelid Plays for Trane (Sail Cabin Records)[7]

#### Med bandet SOL SOL
- 2022 – What Year Is It? (Sail Cabin Records)[7]